# エレクトロキューション250
エレクトロキューション250（Electrocution 250）は、アメリカ合衆国のプログレッシブ・メタルバンド。リキッドノートレコーズ所属。2004年結成。それぞれのメンバーはソロ活動や、他のユニットでの活動も行っている。

## メンバー
- トッド・デューン(ギター)
- ラレ・ラーソン(キーボード)
- ピーター・ウィルドアー(ドラマー・ダーケインメンバー)

## ディスコグラフィー
- エレクトリック・カートゥーン・ミュージック・フロム・ヘル (マーキー・インコーポレイティド、2004年9月22日) - 日本語版のみジャケットのデザインが違う。